# Česká Ves (Hustopeče)
Česká Ves (německy Böhmdorf) je bývalé předměstí v Hustopečích v okrese Břeclav. Do roku 1950 se také jednalo o samostatné katastrální území.

## Historie
Česká Ves tvořila původní osídlení prostoru Hustopečí. Ty jsou poprvé zmiňovány k roku 1247, nicméně zmínka se vztahuje k sídlu, které později získalo jméno Česká Ves a které se nachází pravém (západním) břehu říčky Štinkovky. Jihozápadně od vesnice, na dnešním Homolím kopci (218 m n. m.), také pravděpodobně stával hrádek (během průzkumu nalezena keramika z konce 13. století). Jádro vsi tvořila ulicovka vedoucí od Štinkovky jihozápadním směrem, dnešní Nádražní a Hradní ulice. Zřejmě na přelomu 13. a 14. století bylo na levém břehu říčky založeno nové městečko, které převzalo jméno Hustopeče, a ve kterém je k roku 1303 připomínán farní kostel. Ze staré vesnice, jež získala jméno Česká Ves, se tak stalo předměstské osídlení. V první čtvrtině 19. století tvořila Českou Ves oboustranná zástavba dnešní ulice Nádražní a místy oboustranná, místy jednostranná zástavba dnešních ulic Svatopluka Čecha a Tábory. Západně od České Vsi vznikl roce 1886 židovský hřbitov. Roku 1894 bylo na východním okraji předměstí vybudováno hustopečské nádraží, koncová stanice trati ze Šakvic. Na přelomu 19. a 20. století byly v katastru České Vsi postaveny evangelický kostel (v domkařské zástavbě) a kaple svatého Rocha (v parku, nad Hustopečemi), severozápadně, v návaznosti na město, také budovy několika škol.
V roce 1950 byla provedena katastrální reforma Hustopečí a katastr České Vsi byl začleněn do katastru města. V 60. letech 20. století byla provedena přestavba silničního průtahu Hustopečemi (ulice Brněnská a Bratislavská), při které byla část zástavby České Vsi, zejména severní část Nádražní ulice, zbořena a nahrazena soudobými objekty občanské vybavenosti a panelovými domy (Masarykovo náměstí).

## Galerie

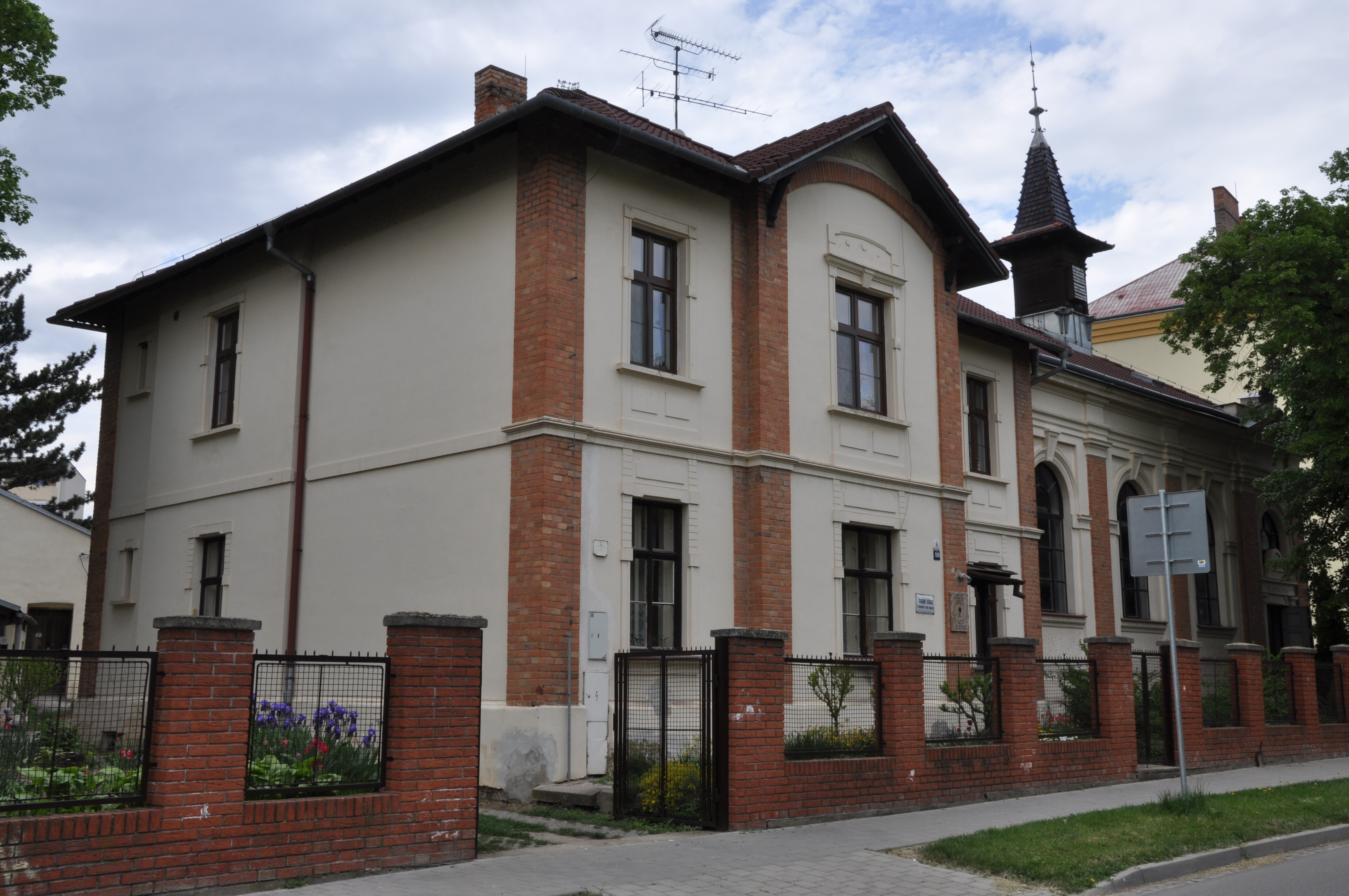
Evangelická fara s kostelem v České Vsi
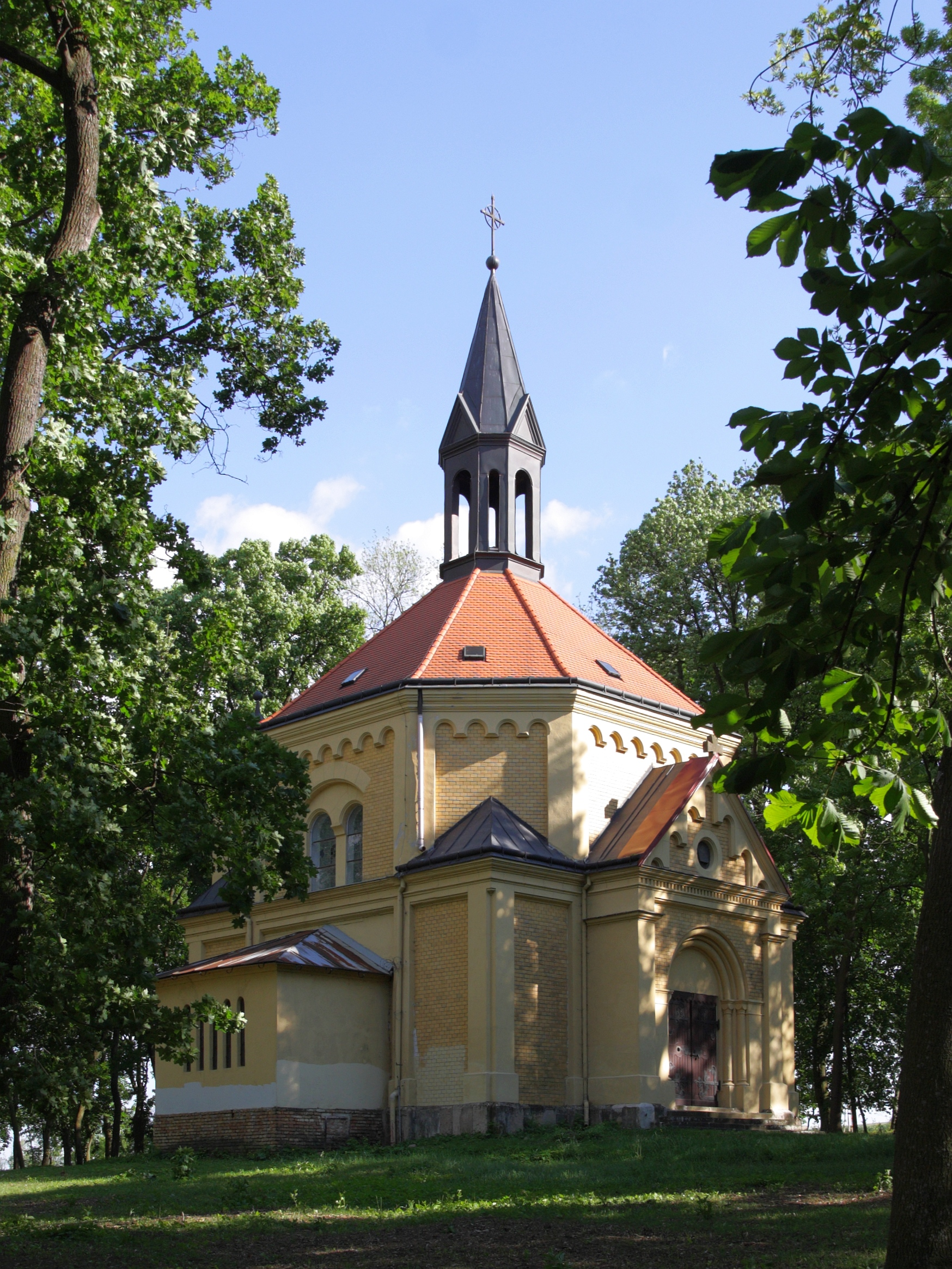
Kaple svatého Rocha nad Hustopečemi
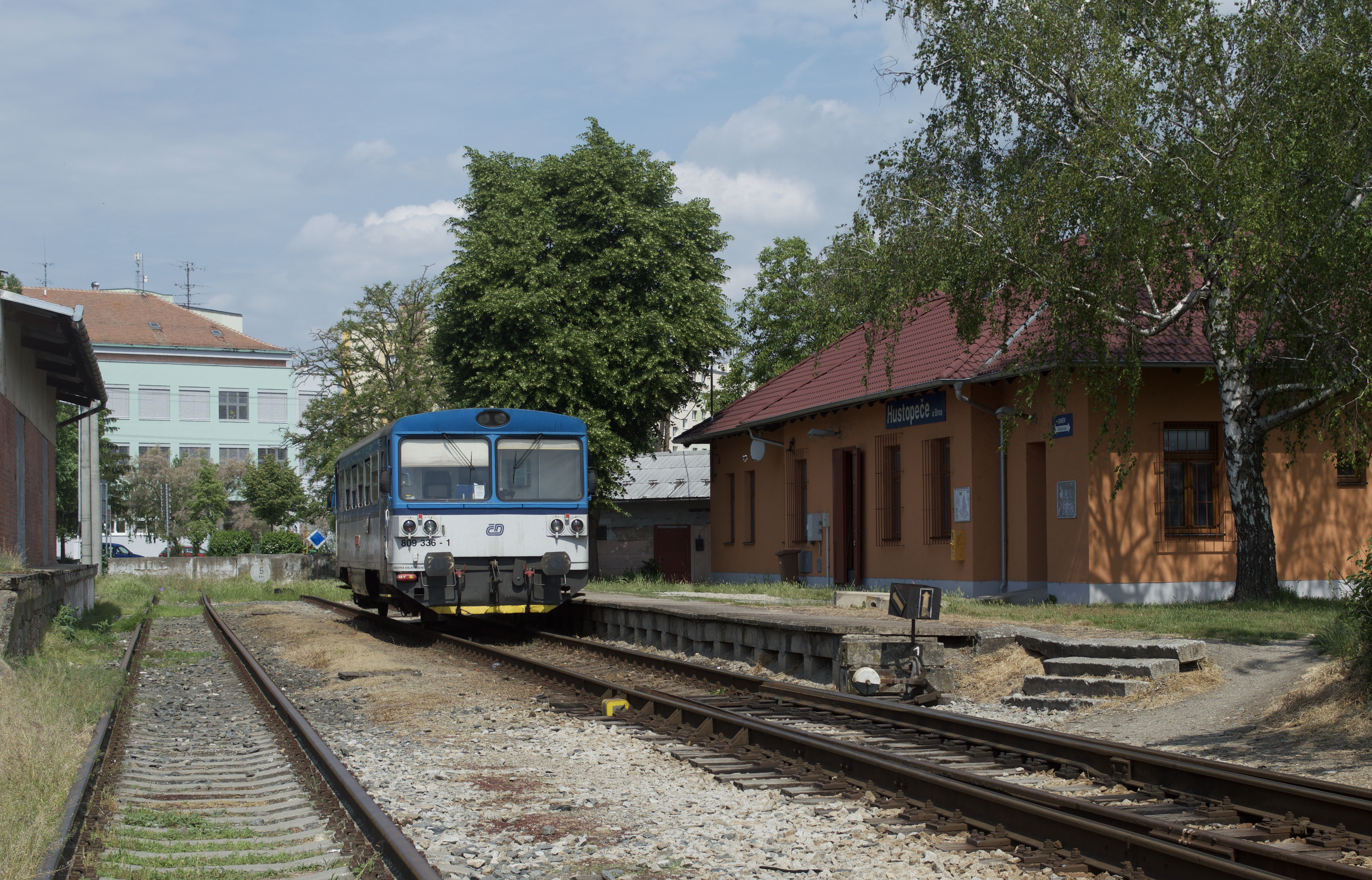
Železniční nádraží v Hustopečích